# Soud pro veřejnou službu
Soud pro veřejnou službu (anglicky Civil Service Tribunal) byla soudní instituce Evropské unie. Vznikl v roce 2004 rozhodnutím Rady EU č. 2004/752, fungovat začal v říjnu 2005. Rozhodoval v prvním stupni spory mezi Společenstvími a jejich zaměstnanci. Sídlo Soudu bylo u Soudu prvního stupně v Lucemburku. Zrušen byl k 1. září 2016 na základě Nařízení Evropského parlamentu a Rady 2016/1192 ze dne 6. července 2016. Jeho pravomoc přešla na Tribunál.
Právní úprava postavení Soudu pro veřejnou službu byla včleněna do Statutu Soudního dvora v Hlavě IVa a do Přílohy I k tomuto Statutu. Soud byl tvořen sedmi soudci jmenovanými Radou na šestileté funkční období; k obměně soudců docházelo pravidelně v intervalu tří let. Proto Rada určila losem z prvních soudců ty, kteří mají pouze tříleté období – tím došlo k zavedení systému.
V řízení před Soudem pro veřejnou službu nepůsobil generální advokáti. Soud rozhodoval zpravidla ve tříčlenných senátech, výjimečně v pětičlenném senátu, v plénu nebo samosoudcem. Opravný prostředek proti rozhodnutí se podával k Tribunálu, byl však omezen jen na právní otázky a neměl odkladný účinek.